# Arc en Ciel Airlines
Arc en Ciel Airlines est une compagnie aérienne sénégalaise.  
Fondée en 1996 sous le nom d'Arc en Ciel Aviation, la compagnie change son nom en 2020 qui devient alors Arc en Ciel Airlines. 

Basée au Sénégal, à l'aéroport Léopold-Sédar-Senghor de Dakar Yoff, la compagnie propose principalement des vols à la demande et offre des services d'évacuation sanitaire. En 2022, sa flotte aérienne est dotée de 6 avions. Arc en Ciel Airlines est aprouvée BARS (Basic Aviation Risk Standard).

## Histoire
Arc en Ciel Airlines a été fondée en 1996 sous le nom d'Arc en Ciel Aviation. Cette même année, la compagnie s'est dotée d'un atelier de maintenance afin d'assurer ce service sur sa flotte.
Le nom de la compagnie résonne comme un hommage à l'appareil Couzinet Arc en Ciel, qui a traversé l'Atlantique Sud au départ de Saint-Louis du Sénégal, en 1933, piloté par Jean Mermoz.
La compagnie a été rachetée en 2004 par Michel Jacquot, pilote professionnel et gestionnaire expérimenté de l'aviation d'affaires, qui en a alors pris la direction.
A l'été 2019, le groupe français AVICO est entré au capital en tant qu'actionnaire majoritaire,,,, avec l'ambition de soutenir le développement de la compagnie. 
En mars 2020, la compagnie prend le nom Arc en Ciel Airlines et la compagnie namibienne Westair Aviation entre ensuite au capital d'Arc en Ciel Airlines aux côtés du Groupe Avico.
Un premier Beechcraft 1900D est mis en service début 2022, rejoint par un Cessna F406 cette même année.
La compagnie a reçu son agrément BARS de la Flight Safety Foundation en 2025.

## Caractéristiques
Arc en Ciel Airlines est spécialisée dans les vols à la demande, l'aviation d'affaires, le fret urgent et les évacuations sanitaires en Afrique de l'Ouest et vers le sud de l'Europe ,.
Ses bureaux et ses ateliers sont situés sur l'aéroport Aéroport international Léopold-Sédar-Senghor (DKR), à Dakar Yoff. La compagnie dispose également d'une base sur l'aéroport international Blaise-Diagne (DSS).
La position géographique de la compagnie et les caractéristiques de sa flotte rendent également Arc en Ciel Airlines attractive pour les compagnies minières et pétrolières impliquées dans les grands projets de la région.

## Flotte
La flotte d'Arc en Ciel Airlines est composée de 6 appareils :
| Appareils           | Nombre | Nombre de sièges | Rayon d'action | Equipé civières |
| ------------------- | ------ | ---------------- | -------------- | --------------- |
| Beechcraft 1900D    | 1      | 18               | 1 600 km       | Oui             |
| C208B Grand Caravan | 1      | 12               | 2 000 km       | Oui             |
| Reims-Cessna F406   | 1      | 12               | 2 100 km       | Oui             |
| PA 23 - Aztec 250   | 1      | 6                | 1 800 km       | Non             |
| PA 32 - Saratoga    | 1      | 5                | 1 600 km       | Oui             |